# Мистерия (филм)
Мистерия (на испански: Misterio) е мексикански трилър от 1980 г., режисиран от Марсела Фернандес Виоланте, която е и автор на сценария, базиран на романа Студио Q на мексиканския романист, журналист и драматург Висенте Ленеиеро, който го адаптира за големия екран.
Във филма участват Хуан Ферара в ролята на телевизионна звезда, чиято реалност е замъглена със сюжета на теленовелата, в която участва. Елена Рохо е в ролята на Силвия, неговата колежка, Виктор Хунко е режисьорът, а Беатрис Шеридан е в ролята на Гладис, сценаристката. Филмът получава осем награди Ариел през 1980 г., включително за най-добър актьор (Ферара), най-добра актриса (Рохо), най-добър поддържащ актьор (Хунко) и най-добра поддържаща актриса (Шеридан).

## Сюжет
Актьор от теленовела внезапно открива, че е загубил всякакъв контакт с действителността. Ужасен, той се опитва да напусне теленовелата, в която е превърнал живота си, но когато успява, влиза само в друга теленовела, нелепа и схематична като предишната. Филмът е алегория за невъзможността на човешкото действие, което се случва в хаотичния свят на телевизията. Точно както актьорите повтарят това, което чуват от суфльора, действията на човека се ръководят от висша сила. Неспособен да бъде личност, актьорът се примирява да бъде просто поредният персонаж в лудия сюжет, в който, против волята си, участва.

## Актьори
- Хуан Ферара – Алекс
- Елена Рохо – Силвия
- Виктор Хунко – Режисьорът
- Беатрис Шеридан – Гладис
- Рамон Менендес – Операторът
- Хорхе Феган – Изпълнителният продуцент
- Летисия Пердигон – Мария Луиса

## Награди и номинации
- Награди Ариел (1981)

Наградите Ариел се присъждат ежегодно от Мексиканската академия за филмови изкуства и науки в Мексико. Мистерия получава 8 награди от 12 номинации.
| Категория                           | Номиниран                  | Резултат   |
| ----------------------------------- | -------------------------- | ---------- |
| Най-добър режисьор                  | Марсела Фернандес Виоланте | Номинирана |
| Най-добър актьор                    | Хуан Ферара                | Печели     |
| Най-добра актриса                   | Елена Рохо                 | Печели     |
| Най-добър актьор в поддържаща роля  | Виктор Хунко               | Печели     |
| Най-добра актриса в поддържаща роля | Беатрис Шеридан            | Печели     |
| Най-добър сценарий                  | Висенте Лениеро            | Печели     |
| Най-добра оригинална история        | Висенте Лениеро            | Печели     |
| Най-добър оператор                  | Даниел Лопес               | Номиниран  |
| Най-добър монтаж                    | Хорхе Бустос               | Печели     |
| Най-добра оригинална музика         | Леонардо Веласкес          | Номиниран  |
| Най-добър арт режисьор              | Рафаел Суарес              | Номиниран  |
| Най-добър декор                     | Хавиер Родригес            | Печели     |